# Birrefringencia

Desplazamiento de los rayos de luz con polarización perpendicular a través de un material birrefringente..

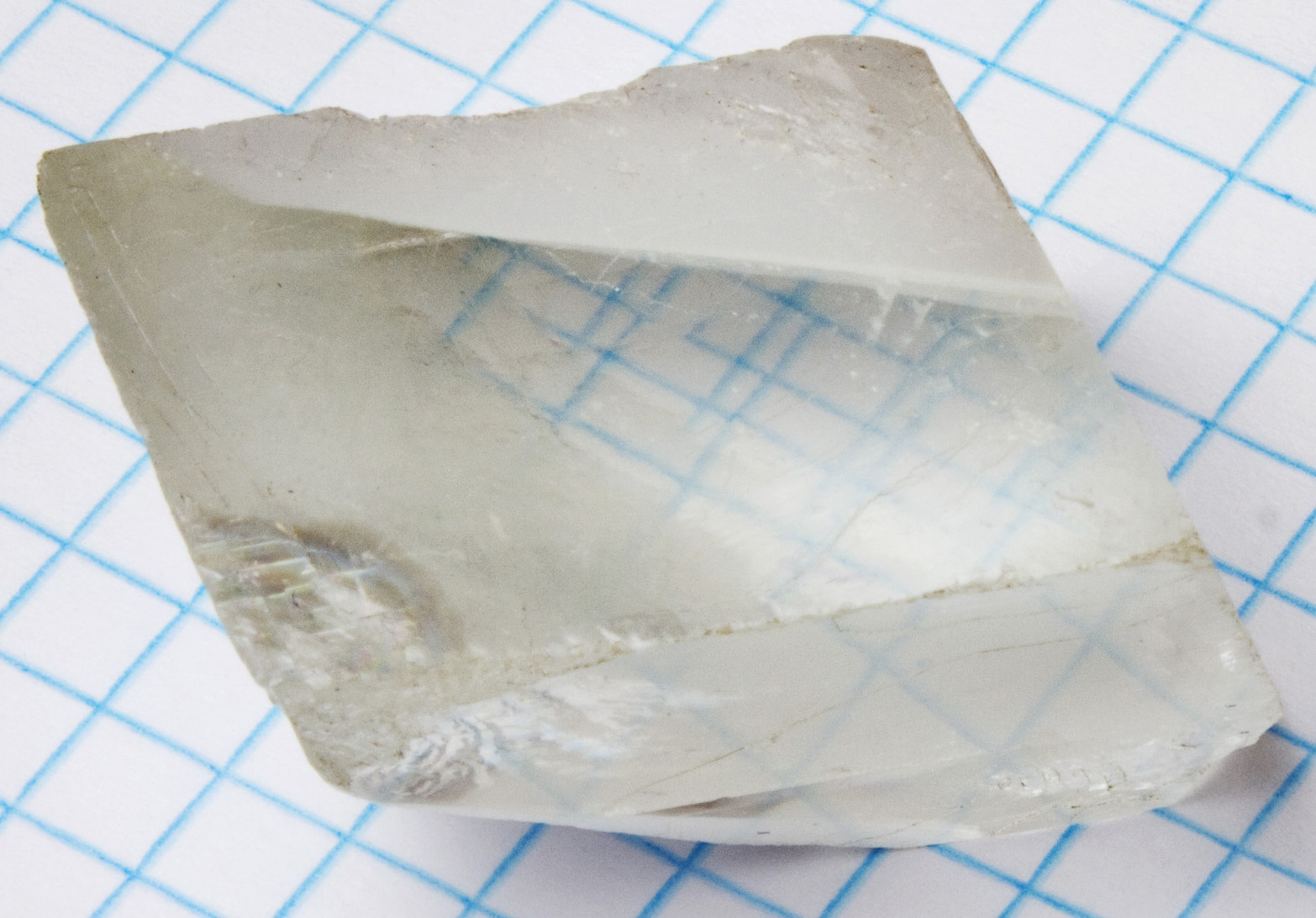
Cristal de calcita puesto sobre un papel cuadriculado con líneas azules que muestran la doble refracción.

Imagen doblemente refractada tal como se ve a través de un cristal de calcita, vista a través de un filtro polarizador giratorio que ilustra los estados de polarización opuestos de las dos imágenes.

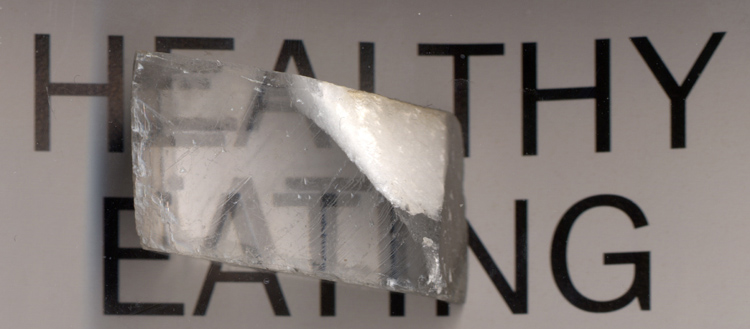
Birrefringencia en un cristal de calcita.

La birrefringencia o doble refracción es una propiedad óptica de ciertos cuerpos, especialmente el espato de Islandia, que consiste en  desdoblar un rayo de luz incidente en dos rayos linealmente polarizados de manera perpendicular entre sí como si el material tuviera dos índices de refracción distintos: la primera de las dos direcciones sigue las leyes normales de la refracción y se llama rayo ordinario; la otra tiene una velocidad y un índice de refracción variables y se llama rayo extraordinario. Ambas ondas están polarizadas perpendicularmente entre sí. Este fenómeno solo puede ocurrir si la estructura del material es anisótropa. Si el material tiene un solo eje de anisotropía, (es decir es uniaxial), la birrefringencia puede describirse asignando dos índices de refracción diferentes al material para las distintas polarizaciones.
Este efecto fue descrito por primera vez por el científico danés Rasmus Bartholin en 1669, que lo observó en la calcita, cristal que tiene una birrefringencia fuerte. Sin embargo, hasta el siglo XIX no se describió correctamente el fenómeno en términos de polarización, con la comprensión de la luz como una onda, cosa que hizo Augustin-Jean Fresnel.
La birrefringencia está cuantificada por la relación:

{\displaystyle \Delta n=n_{e}-n_{o}\,}

donde no y ne son los índices de refracción para las polarizaciones perpendicular (rayo ordinario) y paralela al eje de anisotropía (rayo extraordinario), respectivamente.
La birrefringencia puede también aparecer en materiales magnéticos, pero variaciones sustanciales en la permeabilidad magnética de materiales son raras a las frecuencias ópticas.
El papel de celofán es un material birrefringente común.
Este fenómeno puede apreciarse en el almidón de papa, es decir, es birrefringente.
En materiales biológicos, indica una ordenación de las moléculas, por ejemplo orientados entre sí, como sucede en un cristal.
- La birrefringencia de flujo o de corriente es la que se observa únicamente cuando la sustancia se encuentra en solución de moléculas grandes, como por ejemplo nucleoproteínas.
- La birrefringencia cristalina o intrínseca es la que ocurre en sistemas en los que los enlaces entre las moléculas o iones presentan una disposición regular simétrica; es independiente del índice de refracción del medio.
- La birrefringencia de forma es la que se origina por la orientación regular de partículas submicroscópicas asimétricas en una sustancia u objeto, difiriendo del índice de refracción del medio circundante; es la forma más frecuente encontrada en seres vivos.
- La birrefringencia de tensión es la observada ocasionalmente en estructuras isótropas cuando son sometidas a tensión o presión; ocurre en los tejidos muscular y embrionario,[2] en materiales translúcidos y explica el efecto fotoelástico.

## Teoría

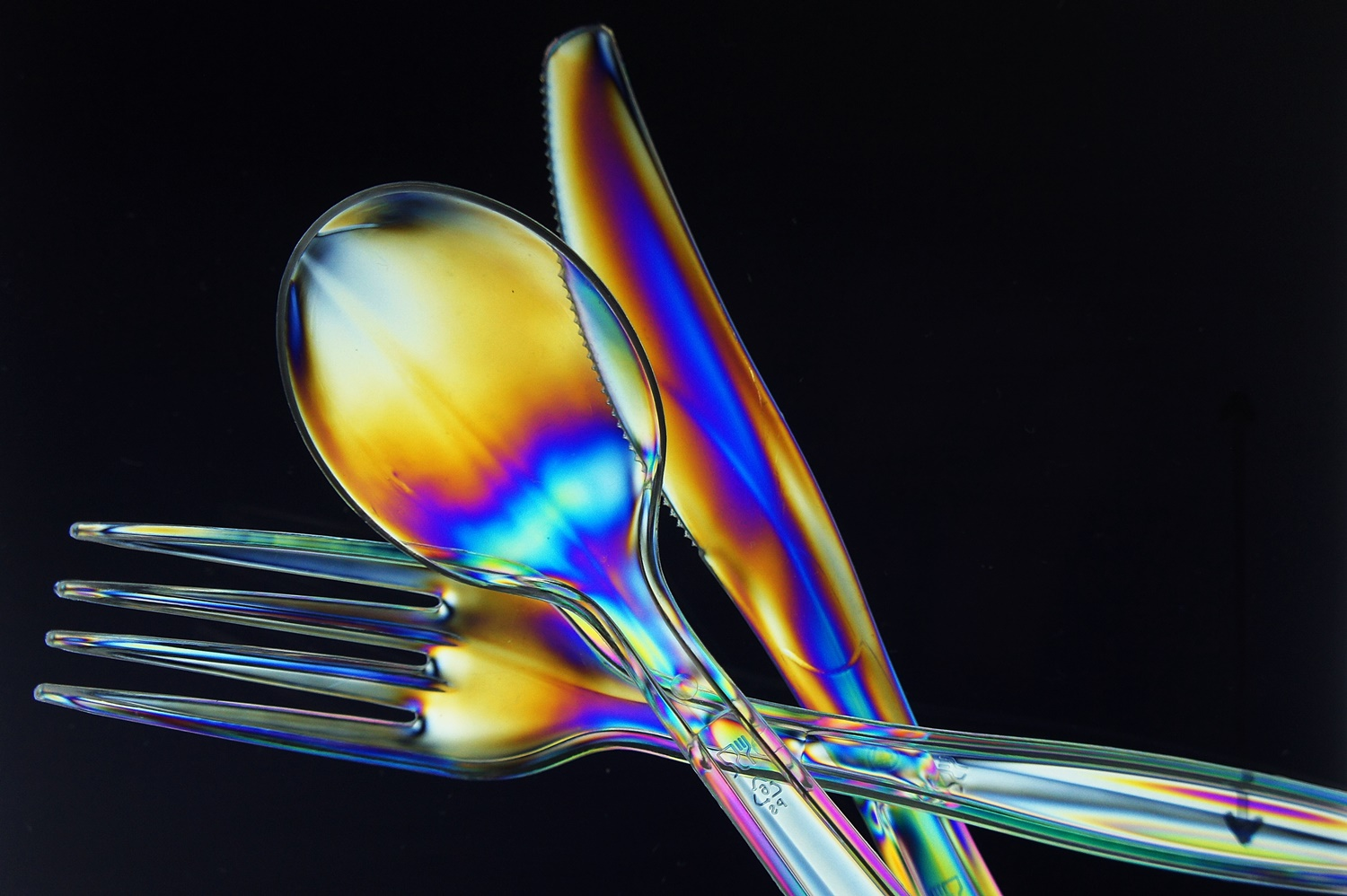
Birrefringencia en poliestireno

Con más generalidad, la birrefringencia se puede definir considerando una permitividad dieléctrica y un índice de refracción  tensoriales. Considérese una onda plana que se propaga en un medio anisotrópico, con un tensor de permitividad ε, con un índice de refracción tensorial n definido por {\displaystyle n\cdot n=\epsilon }. Si la onda tiene un campo eléctrico vectorial de la forma:

{\displaystyle \mathbf {E=E_{0}} \exp \left[i(\mathbf {k\cdot r} -\omega t)\right]\,}

donde r es el vector de posición y t es el tiempo, el vector de ondas k y la frecuencia angular deben satisfacer las ecuaciones de Maxwell en el medio, que conducen a la ecuación:

{\displaystyle -\nabla \times \nabla \times \mathbf {E} ={\frac {1}{c^{2}}}(\mathbf {\epsilon } \cdot {\frac {\partial ^{2}\mathbf {E} }{\partial t^{2}}})}

donde c es la velocidad de la luz en el vacío. Sustituyendo el campo eléctrico en esta ecuación se llega a:

{\displaystyle |\mathbf {k} |^{2}\mathbf {E_{0}} -\mathbf {(k\cdot E_{0})k} ={\frac {\omega ^{2}}{c^{2}}}(\mathbf {\epsilon } \cdot \mathbf {E_{0}} )}

Es frecuente emplear el nombre vector de desplazamiento dieléctrico para el producto matricial {\displaystyle \mathbf {D} =(\epsilon \cdot \mathbf {E} )}. Así pues la birrefringencia trata sobre las relaciones lineales generales entre estos dos vectores en medios anisotrópicos.
Para encontrar los valores permitidos de k, se puede despejar E0 de la última ecuación. Una manera es escribir esta última en coordenadas cartesianas, con los ejes cartesianos en la dirección de los autovectores de ε, así que:

{\displaystyle \mathbf {\epsilon } ={\begin{bmatrix}n_{x}^{2}&0&0\\0&n_{y}^{2}&0\\0&0&n_{z}^{2}\end{bmatrix}}\,}

De este modo, la ecuación se transforma en:

{\displaystyle (-k_{y}^{2}-k_{z}^{2}+{\frac {\omega ^{2}n_{x}^{2}}{c^{2}}})E_{x}+k_{x}k_{y}E_{y}+k_{x}k_{z}E_{z}=0}

{\displaystyle k_{x}k_{y}E_{x}+(-k_{x}^{2}-k_{z}^{2}+{\frac {\omega ^{2}n_{y}^{2}}{c^{2}}})E_{y}+k_{y}k_{z}E_{z}=0}

{\displaystyle k_{x}k_{z}E_{x}+k_{y}k_{z}E_{y}+(-k_{x}^{2}-k_{y}^{2}+{\frac {\omega ^{2}n_{z}^{2}}{c^{2}}})E_{z}=0}

donde Ex,  Ey,  Ez, kx,  ky y  kz son las componentes cartesianas de E0 y  k respectivamente. Se trata de un sistema homogéneo de ecuaciones lineales  en Ex,  Ey y  Ez que solo
puede tener solución no trivial si el determinante asociado es cero:

{\displaystyle \det {\begin{bmatrix}(-k_{y}^{2}-k_{z}^{2}+{\frac {\omega ^{2}n_{x}^{2}}{c^{2}}})&k_{x}k_{y}&k_{x}k_{z}\\k_{x}k_{y}&(-k_{x}^{2}-k_{z}^{2}+{\frac {\omega ^{2}n_{y}^{2}}{c^{2}}})&k_{y}k_{z}\\k_{x}k_{z}&k_{y}k_{z}&(-k_{x}^{2}-k_{y}^{2}+{\frac {\omega ^{2}n_{z}^{2}}{c^{2}}})\end{bmatrix}}=0\,}

Desarrollando el determinante y reagrupando se puede obtener:

{\displaystyle {\frac {\omega ^{4}}{c^{4}}}-{\frac {\omega ^{2}}{c^{2}}}\left({\frac {k_{x}^{2}+k_{y}^{2}}{n_{z}^{2}}}+{\frac {k_{x}^{2}+k_{z}^{2}}{n_{y}^{2}}}+{\frac {k_{y}^{2}+k_{z}^{2}}{n_{x}^{2}}}\right)+\left({\frac {k_{x}^{2}}{n_{y}^{2}n_{z}^{2}}}+{\frac {k_{y}^{2}}{n_{x}^{2}n_{z}^{2}}}+{\frac {k_{z}^{2}}{n_{x}^{2}n_{y}^{2}}}\right)(k_{x}^{2}+k_{y}^{2}+k_{z}^{2})=0\,}

En un material uniaxial, dos de los índices de refracción coinciden; por ejemplo: nx=ny=no y nz=ne. En este caso la ecuación anterior se simplifica:

{\displaystyle \left({\frac {k_{x}^{2}}{n_{o}^{2}}}+{\frac {k_{y}^{2}}{n_{o}^{2}}}+{\frac {k_{z}^{2}}{n_{o}^{2}}}-{\frac {\omega ^{2}}{c^{2}}}\right)\left({\frac {k_{x}^{2}}{n_{e}^{2}}}+{\frac {k_{y}^{2}}{n_{e}^{2}}}+{\frac {k_{z}^{2}}{n_{o}^{2}}}-{\frac {\omega ^{2}}{c^{2}}}\right)=0\,.}

Cada uno de los dos factores de esta ecuación define una superficie en el espacio de vectores k — la superficie de vectores de ondas. El primero define una esfera y el segundo un elipsoide de revolución. Por tanto, para cada dirección del vector de ondas existen dos vectores de onda posibles. Los valores de k sobre la esfera corresponden a los  rayos ordinarios, mientras que los valores del elipsoide corresponden a los rayos extraordinarios.
Para un material biaxial la ecuación no se puede simplificar de este modo, y las dos superficies de vectores de ondas son más complicadas.